# مات هاميلتون
مات هاميلتون (بالإنجليزية: Matt Hamilton)‏ هو لاعب كرلنغ أمريكي، ولد في 19 فبراير 1989 في ماديسون في الولايات المتحدة.

## وصلات خارجية
- مات هاميلتون على موقع الاتحاد الدولي للكرلنغ (الإنجليزية)
- مات هاميلتون على موقع اللجنة الأولمبية الدولية (الإنجليزية)
- مات هاميلتون على موقع أوليمبيديا (الإنجليزية)
- مات هاميلتون على موقع اللجنة الأولمبية والبارالمبية الأمريكية (الإنجليزية)